# 富士腳踏車

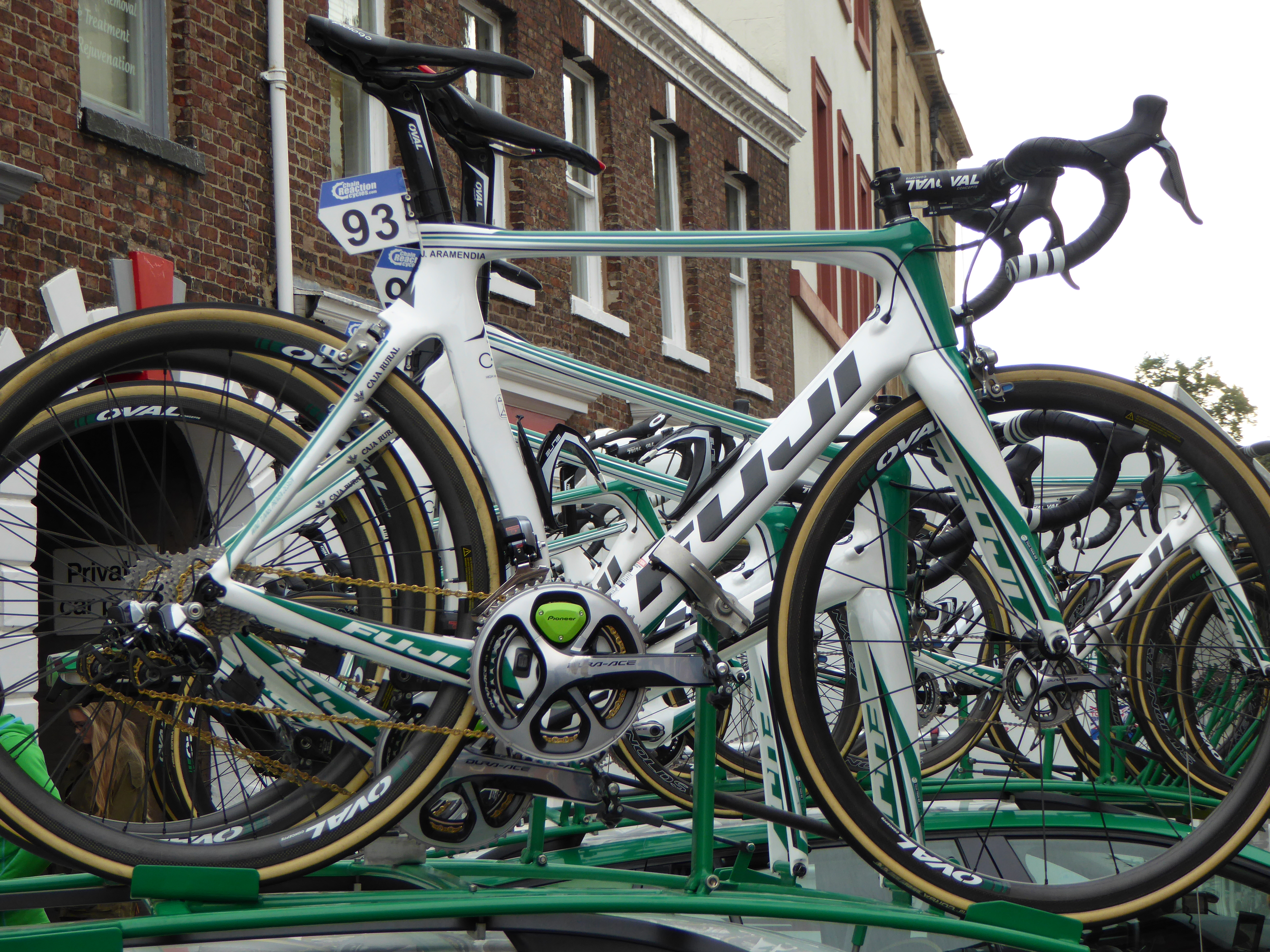
富士腳踏車

富士腳踏車（英語：Fuji Bikes）是日本一個腳踏車品牌，源於1899年的日米富士自転車株式会社。形象取自富士山。現為美國Advanced Sports International企業的品牌。

## 富士台灣
在台灣，富士擁有一台灣業餘車隊。

## 外部連結
- 日本經典腳踏車 （页面存档备份，存于）
- 台灣富士官網 （页面存档备份，存于）
- 台灣富士臉書